# Gélose Oxford
 (novembre 2022).
Milieu de culture gélosé de Listeria monocytogenes.

## Composition
| Milieu OXFORD                 |           |
| ----------------------------- | --------- |
| Peptone                       | 23 g      |
| Amidon de maïs                | 1 g       |
| NaCl                          | 5 g       |
| Esculine                      | 1 g       |
| Citrate de fer III ammoniacal | 0,5 g     |
| LiCl (chlorure de lithium)    | 15 g      |
| Cycloheximide                 | 0,4 g     |
| Colistine (sulfate)           | 2 mg      |
| Acriflavine (chlorhydrate)    | 5 mg      |
| Céfotetan                     | 2 mg      |
| Fosfomycine                   | 10 mg     |
| Agar                          | 12 g      |
| Eau distillée                 | qsp 1 L   |
| pH final                      | 7,0 ± 0,2 |

## Lecture
De nombreux inhibiteurs éliminent la flore associée :
- ions Lithium à haute concentration
- cycloheximide antifungique
- Colistine, Céfotetan et Fosfomycine antibiotiques antibactériens
- Acroflavine

La mise en évidence de l'hydrolyse de l'esculine par une β-glucosidase est réalisée par une précipitation du produit d'hydrolyse (coumarine) avec le fer III donnant un halo noirâtre autour des colonies. Le milieu est utilisé pour l'isolement sélectif de Listeria monocytogenes qui hydrolyse l'esculine : les colonies caractéristiques sont donc noires ou grises de 1 mm de diamètre en 24 h , s'incrustent dans la gélose après 48 h d'incubation en augmentant de taille à 2 mm environ.[réf. nécessaire]
Dans le cas du dénombrement, les colonies suspectes sont identifées par leurs caractères phénotypiques (5 colonies par boite)

## Sources
- BIOKAR fabricant
- Norme NF EN ISO 11290-1/A1 février 2005 méthode horizontale pour le recherche et le dénombrement de Listeria monocytogenes
- Joffin Jean-Noël, Leyral Guy, Dictionnaire des Techniques, CRDP d'Aquitaine réseau Canopé, 2014, 5e édition, 418 p.,  (ISBN 978-2-8661-7515-3)
- Joffin Jean-Noël, Joffin Christiane, Microbiologie alimentaire, CRDP d'Aquitaine réseau Canopé, 2010, 6e édition,  (ISBN 978-2-8661-7577-1)